# تايلور ووكر
تايلور ووكر (بالإنجليزية: Taylor Walker)‏ هو لاعب كرة قدم أسترالية أسترالي، ولد في 25 أبريل 1990 في بروكن هيل في أستراليا.

## وصلات خارجية
- تايلور ووكر على موقع AustralianFootball.com (الإنجليزية)
- تايلور ووكر على موقع AFLtables.com (الإنجليزية)